# Ascanio Colonna
Ascanio Colonna (ur. 3 kwietnia 1560, zm. 17 maja 1608 w Rzymie) – włoski kardynał.

## Życiorys
Pochodził ze znanego rodu Colonna. Studiował łacinę i grekę na Uniwersytecie w Salamance i w Alcali, gdzie uzyskał doktorat utroque iure. 16 listopada 1586 został kreowany kardynałem. W tym samym roku wstąpił do zakonu szpitalników. Rok później otrzymał diakonię Santi Vito e Modesto in Macello Martyrum. 8 listopada 1599 został podniesiony do rangi kardynała prezbitera. 5 czerwca 1606 został mianowany biskupem Palestriny i pozostał nim do śmierci 17 maja 1608.